# Turkish Airlines

Il logo usato fino al 2019

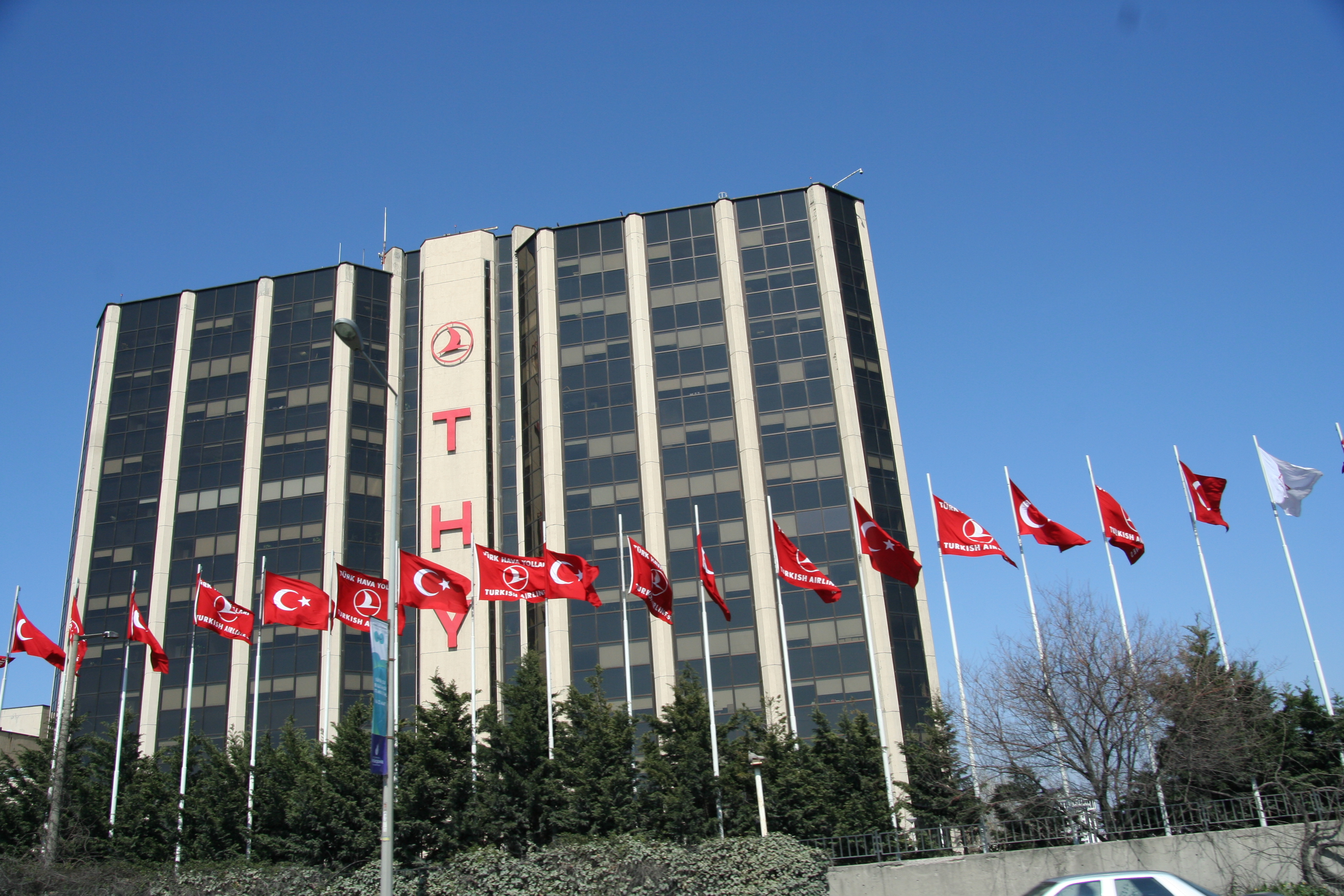
La sede di Turkish Airlines

Turkish Airlines (in turco: Türk Hava Yolları) è la compagnia aerea di bandiera della Turchia. Nel 2023 ha operato servizi di linea verso 364 destinazioni in Europa, Asia, Africa e Americhe, rappresentando il più grande vettore di linea principale al mondo per numero di destinazioni passeggeri. Turkish Airlines serve più destinazioni senza scalo da un singolo aeroporto rispetto a qualsiasi altra compagnia aerea al mondo e vola verso 133 paesi, più di qualsiasi altra compagnia.

La sede centrale della compagnia aerea si trova presso l'edificio della direzione generale della Turkish Airlines nell'area dell'aeroporto di Istanbul-Atatürk a Yeşilköy, Bakırköy, Istanbul. L'aeroporto di Istanbul ad Arnavutköy è la base principale della compagnia aerea e ci sono hub secondari presso l'aeroporto di Ankara-Esenboğa e l'aeroporto di Smirne-Adnan Menderes. Turkish Airlines è membro di Star Alliance dal 1º aprile 2008.

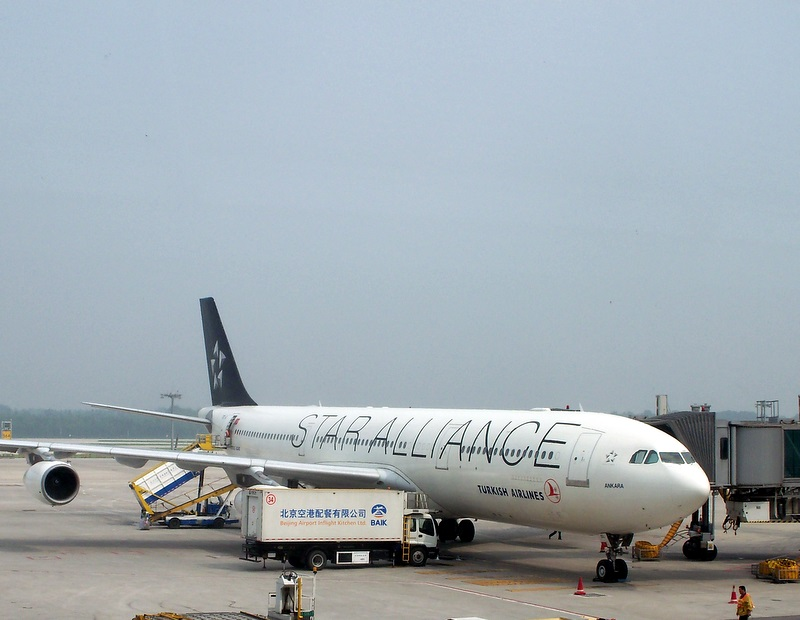
Un ex A340-300 di Turkish Airlines con la livrea di Star Alliance

## Storia

### Dalla nascita al secondo conflitto mondiale
La compagnia aerea venne formata il 20 maggio 1933 come Amministrazione delle linee aeree dello Stato, da parte del ministero della Difesa. La flotta era composta da un Curtiss Kingbird a cinque posti, due Junkers F 13 a quattro posti e un Tupolev ANT-9 a dieci posti. Nel 1935 entrò a far parte del Ministero dei Lavori Pubblici; nel 1938 fu trasferita al Ministero dei Trasporti e ribattezzata Direzione Generale delle linee aeree dello Stato. Nel 1945 entrò nella flotta un nuovo modello di aereo: il Douglas DC-3.

### Dal dopoguerra agli anni 1970
Nel 1947 Turkish ha inaugurato il suo primo collegamento internazionale, aprendo la tratta Ankara-İstanbul-Atene.
La compagnia aerea beneficiò del programma di assistenza postbellica che gli Stati Uniti hanno offerto alla Turchia. Con l'aiuto della Pan American World Airways, la flotta venne ammodernata con i Douglas DC-3. Turkish aggiunse alla rete di collegamenti Nicosia, Beirut e Il Cairo, anche se i voli nazionali rimasero al centro degli interessi dell'azienda fino al 1960.

La flotta venne ammodernata con l'aggiunta di Vickers Viscount e Fokker F27 alla fine del 1950.
Nel 1956, il governo turco riorganizzò la compagnia aerea mutandone il nome e la ragione sociale in Türk Hava Yolları A.O. (THY) e ricapitalizzando l'azienda. Nel capitale sociale entrò, con una quota del sei percento, anche la British Overseas Airways Corporation (BOAC), che fornì anche un supporto tecnico.
La nuova azienda iniziò ad operare con il suo primo aereo a reazione, un Douglas DC-9, nel 1967. A questo fece seguito l'aggiunta di un Boeing 707 in leasing nel 1971. Nei primi anni settanta del 1900 si sono aggiunti alla flotta anche altri jet come i Douglas DC-10 e i Boeing 727.

### Gli anni '80 e '90 del 1900
In quegli anni la compagnia ha dovuto affrontare diversi problemi. Si fece una brutta reputazione per il cattivo servizio offerto ai clienti e i frequenti ritardi; dovette inoltre subire una serie di dirottamenti ed ebbe sette incidenti tra il 1974 e il 1983.
Tuttavia, il nuovo governo salito al potere nel 1983 riconobbe l'importanza di THY come ambasciatore della Turchia nel mondo, dando avvio al processo di riqualificazione dell'azienda in senso moderno. La flotta venne ringiovanita e la sicurezza intensificata tanto che un fu anche paragonata all'israeliana El Al, almeno in termini di ritardi.
Nel 1984 THY costruì un nuovo modernissimo centro tecnico presso l'aeroporto di Yeşilköy, in grado di effettuare sia la manutenzione leggera che quella pesante su diversi tipi di velivoli. Lo staff tecnico rappresentava circa un quarto dei 6.000 dipendenti dell'azienda. Il capitale sociale fu innalzato a 60 miliardi di TRL nel 1984 quando l'azienda venne statalizzata; tre anni più tardi fu portato a 150 miliardi di TLR.
Intorno alla metà degli Anni 1980, THY possedeva una flotta di 30 aeromobili. Portava circa 3 milioni di passeggeri l'anno su 16 destinazioni nazionali e 36 internazionali. La compagnia divenne la più grande fonte di valuta estera della Turchia. Nel 1985 entrarono nella flotta di THY i nuovi Airbus A310 che consentirono l'aggiunta di voli per Singapore nel 1986. Un nuovo volo per Bruxelles e New York venne aggiunto nel 1988.
Tra il 1987 e il 1988, THY ha registrato delle perdite in gran parte dovute al pagamento dei 12 nuovi Airbus A310. La flotta comprendeva anche 11 Boeing 727 e nove Douglas DC-9. THY ha chiuso il decennio con 8.500 dipendenti.
La società ha sofferto della crisi dell'aviazione mondiale che fece seguito alla Guerra del Golfo Persico, e non ritornò in pareggio fino al 1994. Dal 1995, la compagnia riprese la crescita, registrando una grande espansione. Le destinazioni in maggiore crescita erano quelle del Nord America, cosicché THY decise di introdurre un volo non-stop per il John F. Kennedy di New York nel luglio 1994.
Il capitale sociale fu ripetutamente innalzato fino a raggiungere i 10.000 miliardi di TRL nel 1995. Nello stesso anno l'azienda, dopo aver dismesso i vecchi DC-9, convertì anche tre Boeing 727 per voli cargo. La società registrò un profitto di 6 milioni di dollari su un fatturato annuo di un miliardo. Pur essendo in attivo, l'azienda si trovava a doversi confrontare con la galoppante inflazione del paese, che richiedeva continui adeguamenti di capitale.
Il mercato nazionale è stato liberalizzato nel 1996, permettendo la concorrenza da parte di compagnie di charter. Allo stesso tempo, i grandi vettori internazionali operavano una forte concorrenza sulle rotte verso l'Europa occidentale. THY, per migliorare la sua competitività, stipulò accordi commerciali con altre compagnie aeree internazionali. L'azienda raggiunse un accordo con la Japan Airlines per offrire un servizio per Osaka e Tokyo, rispettivamente dal 1997 e dal 1998. Altri voli gestiti in code-sharing vennero operati con Austrian Airlines, Swissair, e Croatia Airlines.

### Dal 2000 a oggi
Un nuovo terminal per la compagnia aerea è stato aperto nel gennaio 2000 all'aeroporto di Istanbul-Atatürk. Turkish Airlines ha continuato ad estendere la sua portata internazionale, siglando accordi di marketing con Asiana Airlines, American Airlines, Malaysian Airlines, Polskie Linie Lotnicze LOT, Czech Airlines, e Cathay Pacific Airlines. Una rotta Antalya-Francoforte è stata aggiunta nel 2001 attraverso un accordo di code-sharing con SunExpress. THY si ritirò nel contempo dalla Qualiflyer Alliance, gestita da Swissair, per attirare investimenti strategici in vista della sua privatizzazione.
La Turchia ha subito nel corso del 2001 una forte crisi economica che ha portato come conseguenza anche una consistente riduzione del traffico soprattutto sulle rotte interne. A questo si sommò l'effetto degli attentati terroristici dell'11 settembre 2001 a New York, a cui la THY cercò di far fronte senza un intervento di salvataggio statale e senza ricorrere a riduzioni di massa del personale. Furono tuttavia tagliati 300 manager di livello intermedio, eliminate 400 posizioni di part-time e applicata una riduzione del 10 percento degli stipendi. La sopravvivenza dell'azienda fu attribuita dalla stampa locale, come il Turkish Daily News, alla prontezza con cui la direzione aziendale operò nel tagliare rotte non remunerative sia nazionali che internazionali.
Nel 2003, la guerra in Iraq portò Turkish Airlines a chiudere alcune rotte nel Golfo Persico, mentre i voli verso l'Asia sono stati sospesi durante l'epidemia di SARS. Nonostante ciò, la compagnia si riprese prontamente, aumentando le frequenze sulle rotte esistenti e aggiungendo il servizio verso Delhi dopo 11 anni di assenza dalla rotta.
Un altro programma di espansione della flotta è iniziato nel 2004, consentendo a THY di mantenere una delle flotte più giovani in Europa. Nel mese di luglio, la compagnia aerea ha annunciato l'ordine in blocco di 36 aerei da Airbus, del valore di US $ 2,8 miliardi, più altri 15 Boeing 737. Il programma non era limitato al solo acquisto di aerei, ma comprendeva anche un nuovo centro tecnico e di addestramento da localizzare nel sottoutilizzato aeroporto internazionale di Sabiha Gökçen, per fornire un servizio di manutenzione qualificata anche ad altre compagnie aeree. Il centro dava lavoro a 2.700 persone, con la previsione di assumerne altre duemila entro il 2010. Furono previsti anche tre simulatori di volo destinati all'addestramento anche di personale esterno.
Anche se la società era quotata in borsa, il governo possedeva il 98% delle azioni. Il programma di privatizzazione è ripreso nel 2004 con una offerta pubblica del 20% delle azioni sulla Borsa di İstanbul. Il governo turco scese al 75% del capitale dopo l'offerta delle azioni che ha raccolto 170 milioni di dollari US. Nel 2005 THY disinvestì la sua quota del 50 percento nella Cyprus Turkish Airlines (Kıbrıs Türk Hava Yolları).
THY dovette affrontare l'ingresso di nuovi concorrenti nel mercato dopo la liberalizzazione dell'aviazione turca. Tuttavia, il turismo era in piena crescita, con 20 milioni di persone che hanno visitato il paese nel 2005 contro i 12 milioni nel 2003.
La situazione economica del paese portò ad una svalutazione della moneta e all'adozione nel gennaio 2005 della Nuova Lira Turca (YTL), equivalente ad un milione delle precedenti Lire (TRL). Di questo occorre tener conto nel valutare i bilanci aziendali dell'epoca.

Il 1º aprile 2008 Turkish Airlines è entrata ufficialmente a far parte dell'alleanza globale delle compagnie aeree Star Alliance dopo un processo d'integrazione durato 18 mesi iniziato a dicembre 2006.

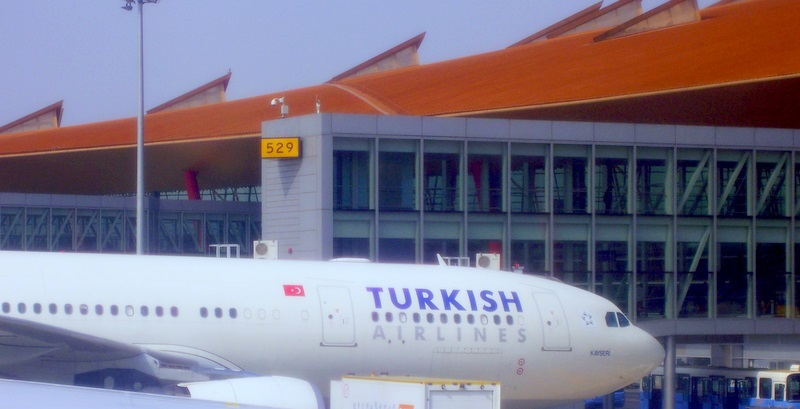
Un aereo della Turkish Airlines già con il logo della Star Alliance al Beijing Capital International Airport, Terminal 3, il 31 marzo 2008, cioè il giorno prima dell'adesione formale all'Alleanza.

Nel 2010 Turkish si espande fortemente, tantoché Skytrax la nomina come Compagnia in maggiore espansione. Inoltre, ad aprile dello stesso anno, l'ICAO modifica l'identificativo di chiamata, da "TURKAIR" a "TURKISH".
Nel dicembre 2011 il governo turco approva un piano per modernizzare l'Aeroporto Internazionale Aden Adde di Mogadiscio, in Somalia. Il progetto d'ammodernamento è parte del più ampio impegno della Turchia nel processo di ricostruzione post-conflitto in ambito internazionale. Tra i lavori di ristrutturazione in programma ci sono i nuovi sistemi aeroportuali e infrastrutturali, tra cui una moderna torre di controllo all'aeroporto di Mogadiscio per monitorare lo spazio aereo. Nel marzo 2012, Turkish Airlines è diventata il primo vettore internazionale a riprendere i voli per la Somalia dall'inizio della guerra civile nel paese nei primi anni novanta del XX secolo.
Sulla scia del tentativo di colpo di stato turco del 2016, la Federal Aviation Administration ha temporaneamente vietato i voli tra la Turchia e gli Stati Uniti. Ciò ha posto un problema particolare per Turkish Airlines poiché una componente chiave della strategia della compagnia aerea era quella di fornire viaggi con scalo tra gli Stati Uniti e destinazioni difficili da raggiungere in Africa, Medio Oriente e India. Questo divieto è stato revocato il 18 luglio e la Turkish Airlines ha ripreso i voli per gli Stati Uniti il 19 luglio dopo un'interruzione di tre giorni.
Nell'agosto 2016, Turkish Airlines ha annunciato un crollo degli utili con una perdita di 198 milioni di euro per il secondo trimestre del 2016, mentre prevedeva una perdita complessiva di 10 milioni di passeggeri per il 2016. La compagnia aerea ha annunciato significative riduzioni delle operazioni per il periodo di programmazione 2016-2017 con tagli di frequenze a 45 rotte europee e 13 intercontinentali. Turkish Airlines ha inoltre annunciato una perdita record complessiva di 1,9 miliardi di lire turche (644,4 milioni di dollari) per la prima metà del 2016.
L'anno successivo ha visto la compagnia aerea riprendersi, con risultati finanziari per il 2017 che hanno mostrato un aumento del fatturato di quasi il 35% e un ritorno alla redditività.
Nel febbraio 2022, Turkish Cargo ha trasferito tutti i voli e le operazioni dalla loro precedente base all'aeroporto Atatürk di Istanbul al nuovo aeroporto di Istanbul.

## Destinazioni

Mappa dei paesi serviti da Turkish Airlines a Giugno del 2019

Al 2022 Turkish Airlines, opera in 340 aeroporti in 129 paesi (287 destinazioni internazionali e 53 nazionali), tutti raggiungibili attraverso l'hub Nuovo aeroporto di Istanbul, facendo sì che la compagnia è quella con il maggior numero di destinazioni servite da uno stesso aeroporto a livello mondiale.
Uno degli slogan della compagnia è: “We fly to more countries than any other airline” ovvero: “Voliamo verso più paesi di qualsiasi altra compagnia aerea”.

### Accordi commerciali

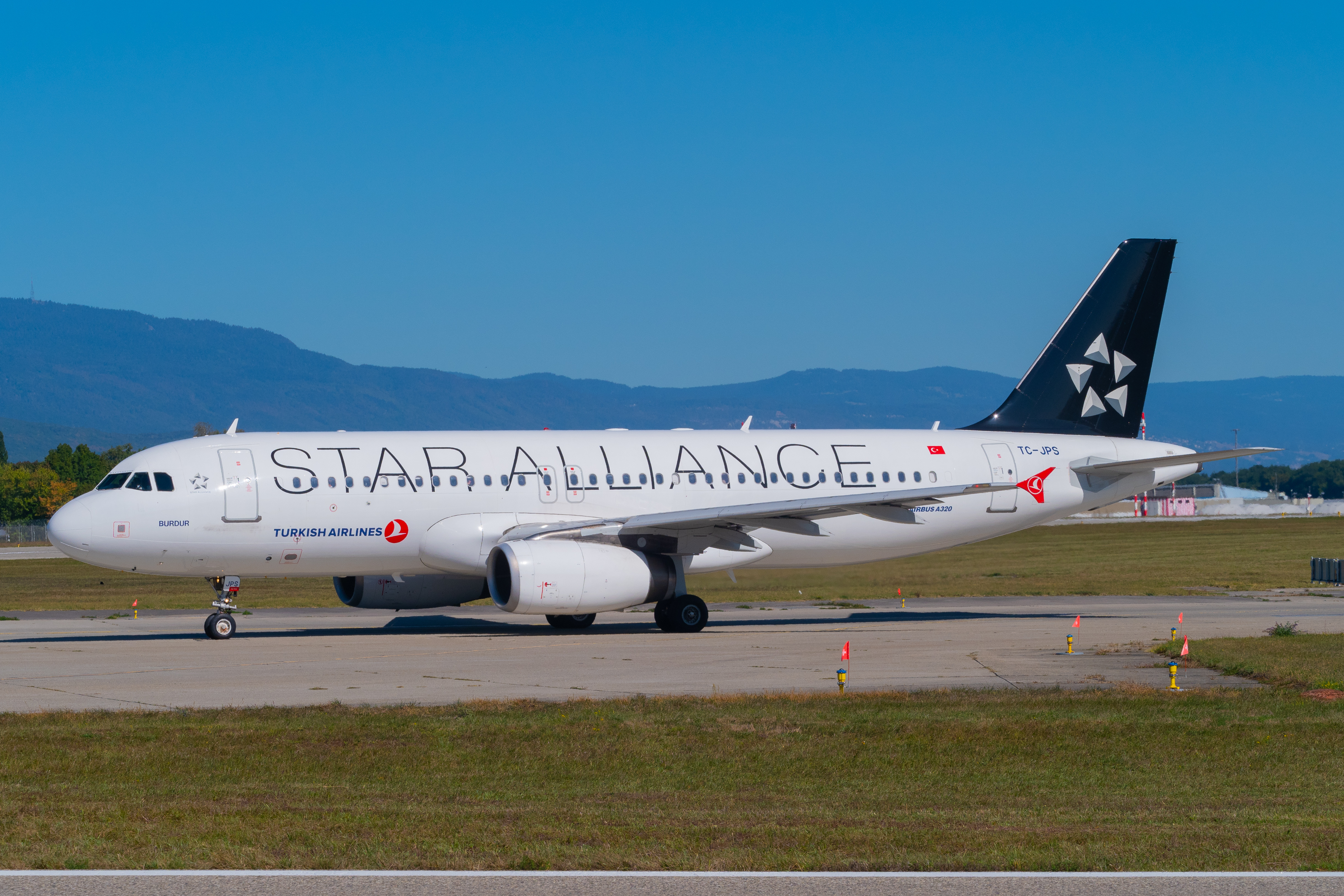
Un Airbus A320-200 di Turkish Airlines in livrea Star Alliance.

Al 2022 Turkish Airlines ha accordi di code-share con le seguenti compagnie:
- Aegean Airlines
- Air Albania
- Air Algérie
- Air Astana
- Air Canada
- Air China
- Air Europa
- Air India
- Air Malta
- Air New Zealand
- Air Serbia
- All Nippon Airways
- Asiana Airlines
- Avianca
- Avianca El Salvador
- Azerbaijan Airlines
- Azul Brazilian Airlines
- Bangkok Airways
- Batik Air Malaysia
- Belavia[21][22]
- Copa Airlines
- Croatia Airlines
- EgyptAir
- Ethiopian Airlines
- Etihad Airways
- EVA Air
- Finnair
- Garuda Indonesia
- Gol Transportes Aéreos
- Gulf Air
- Hawaiian Airlines
- Hong Kong Airlines
- IndiGo
- JetBlue
- Kuwait Airways
- LOT Polish Airlines
- Luxair
- Malaysia Airlines
- Middle East Airlines
- Oman Air
- Pakistan International Airlines
- Philippine Airlines
- Royal Air Maroc
- Royal Brunei Airlines
- Royal Jordanian
- RwandAir
- Scandinavian Airlines
- Singapore Airlines
- TAP Air Portugal
- Thai Airways
- Ukraine International Airlines
- United Airlines
- Uzbekistan Airways

### Alleanze
Nel aprile 2008 Turkish Airlines è entrata a far parte di Star Alliance.

## Flotta

### Flotta attuale

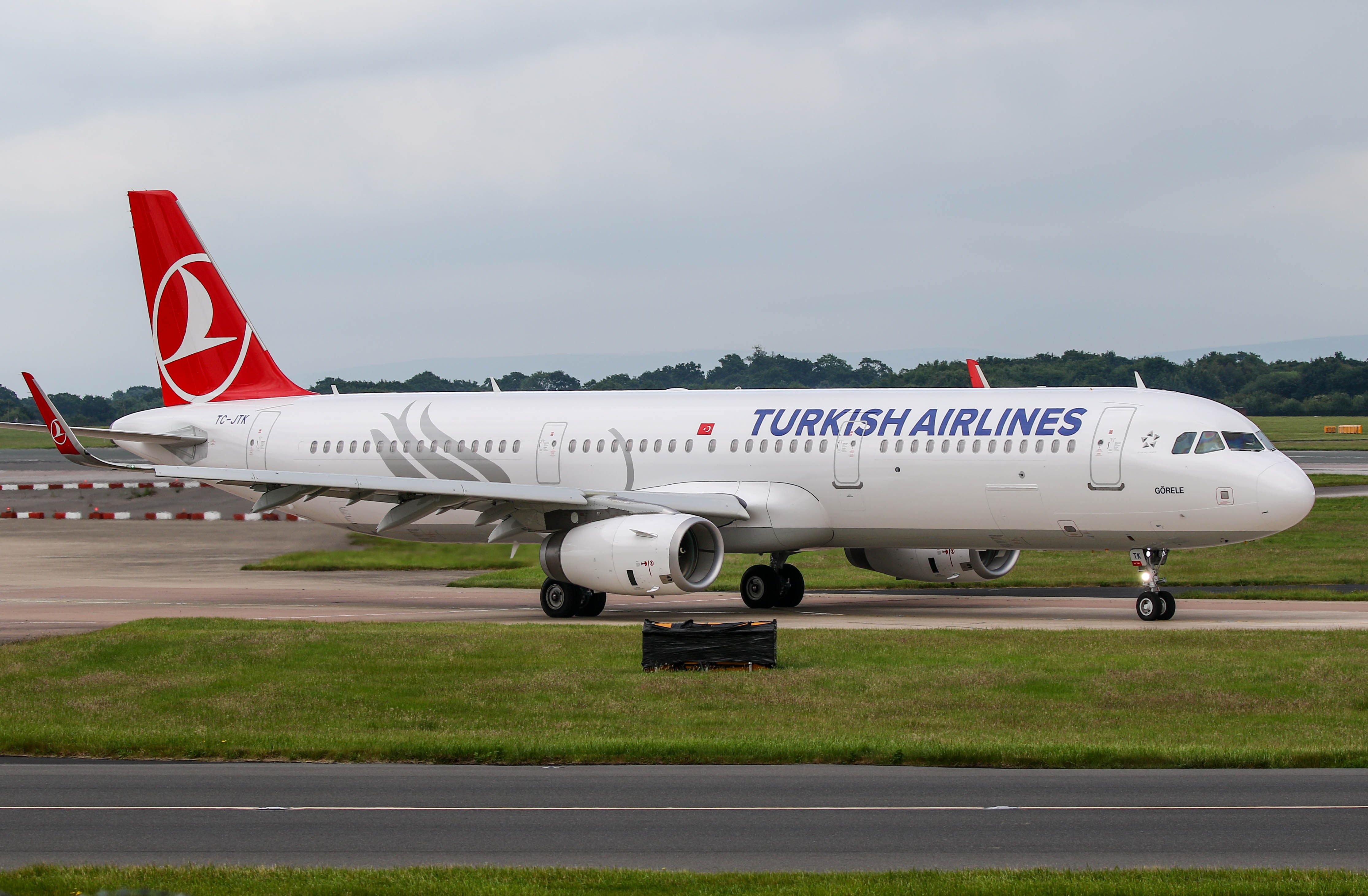
Un Airbus A321-200.

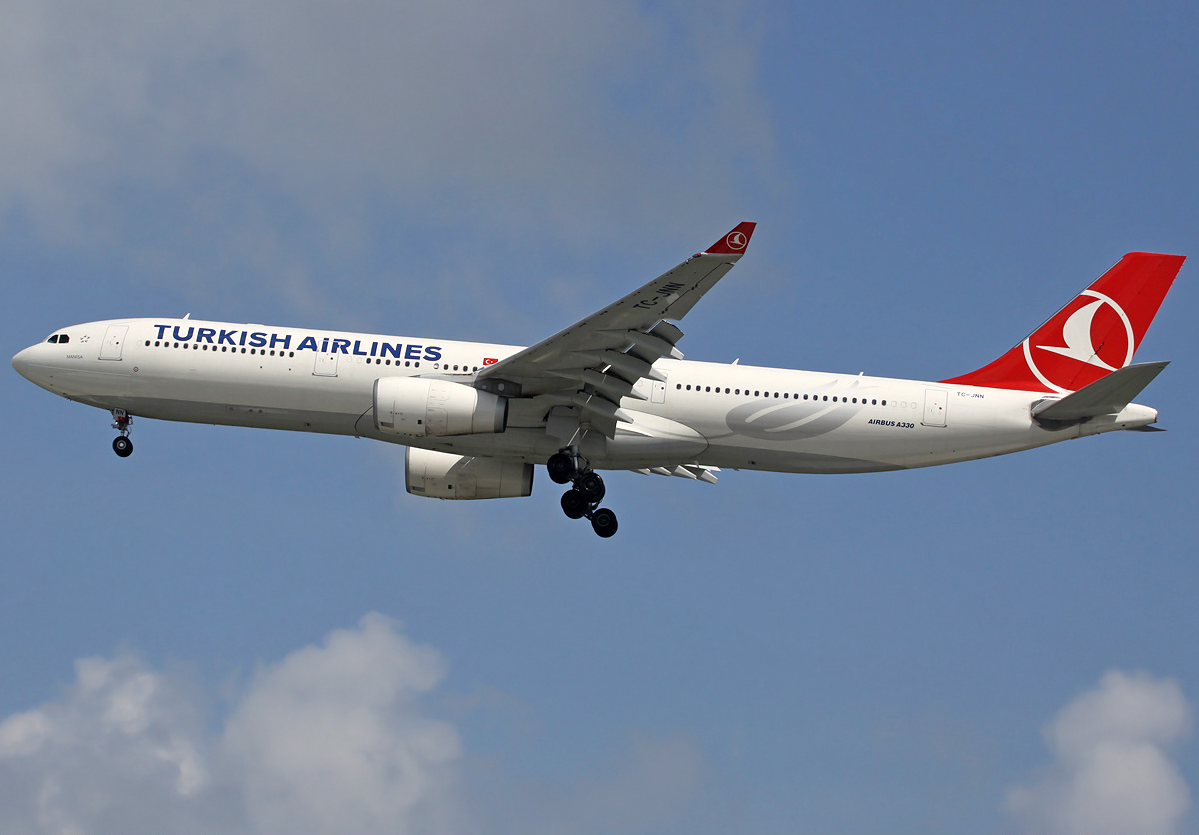
Un Airbus A330-300.

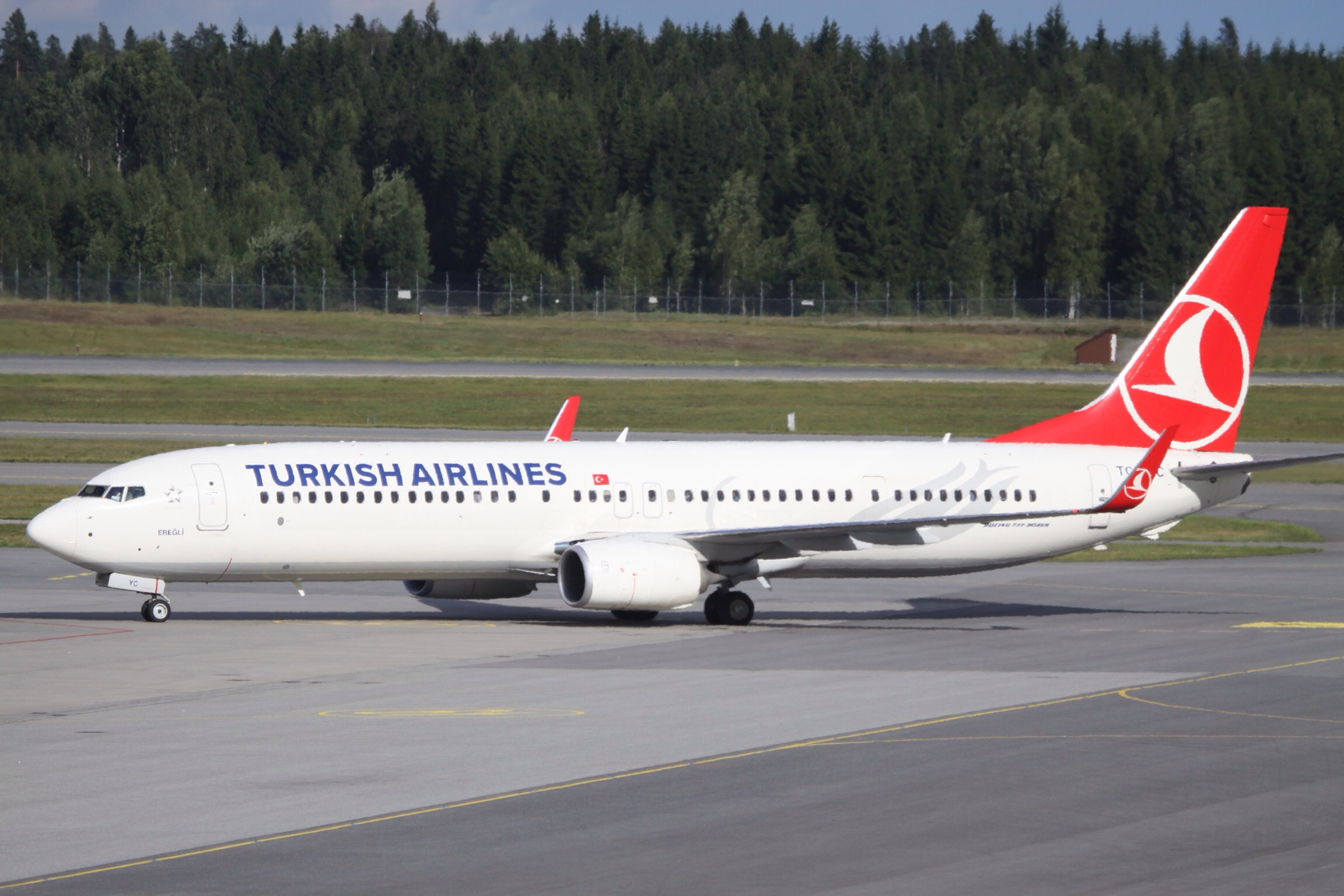
Un Boeing 737-900ER.

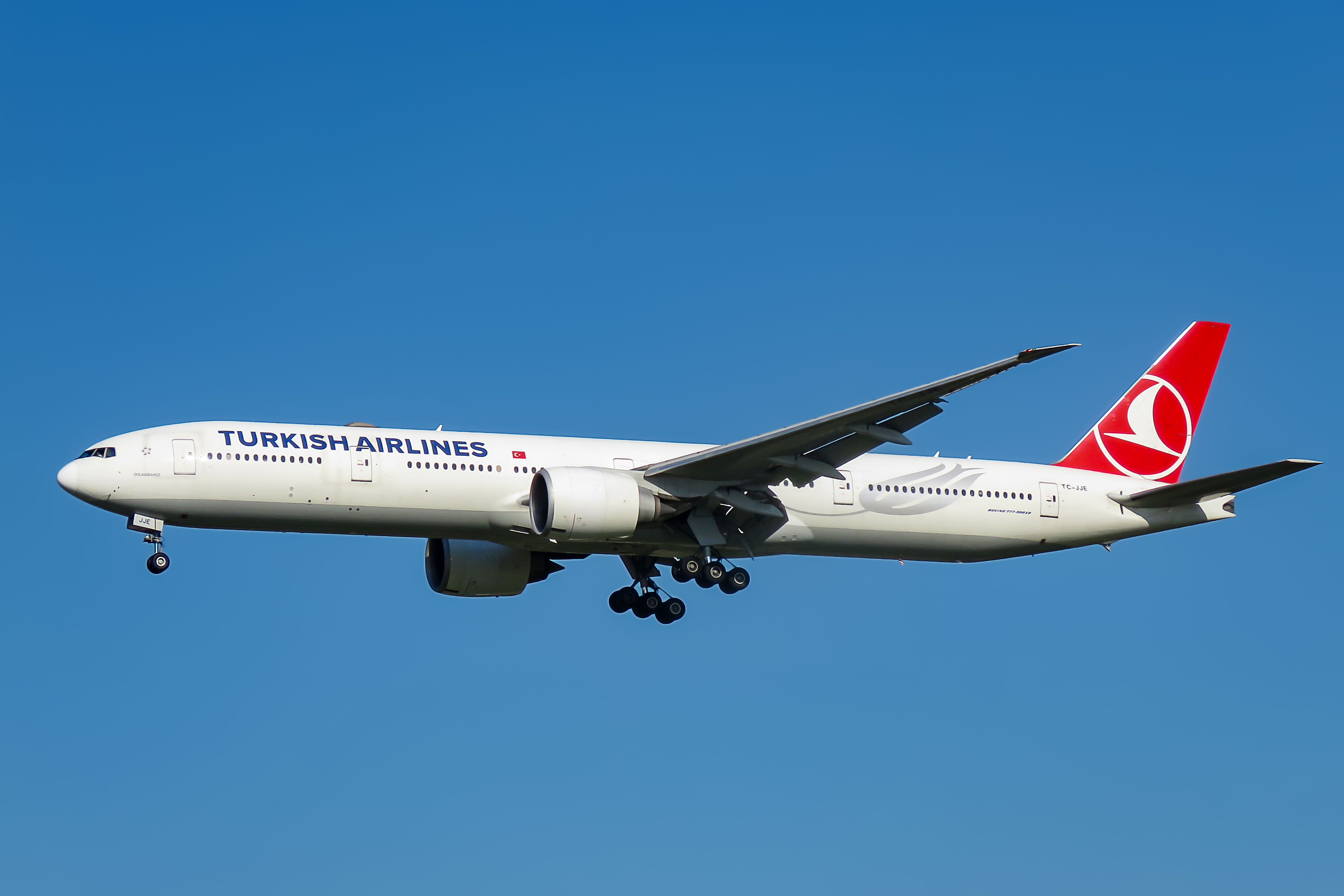
Un Boeing 777-300ER.

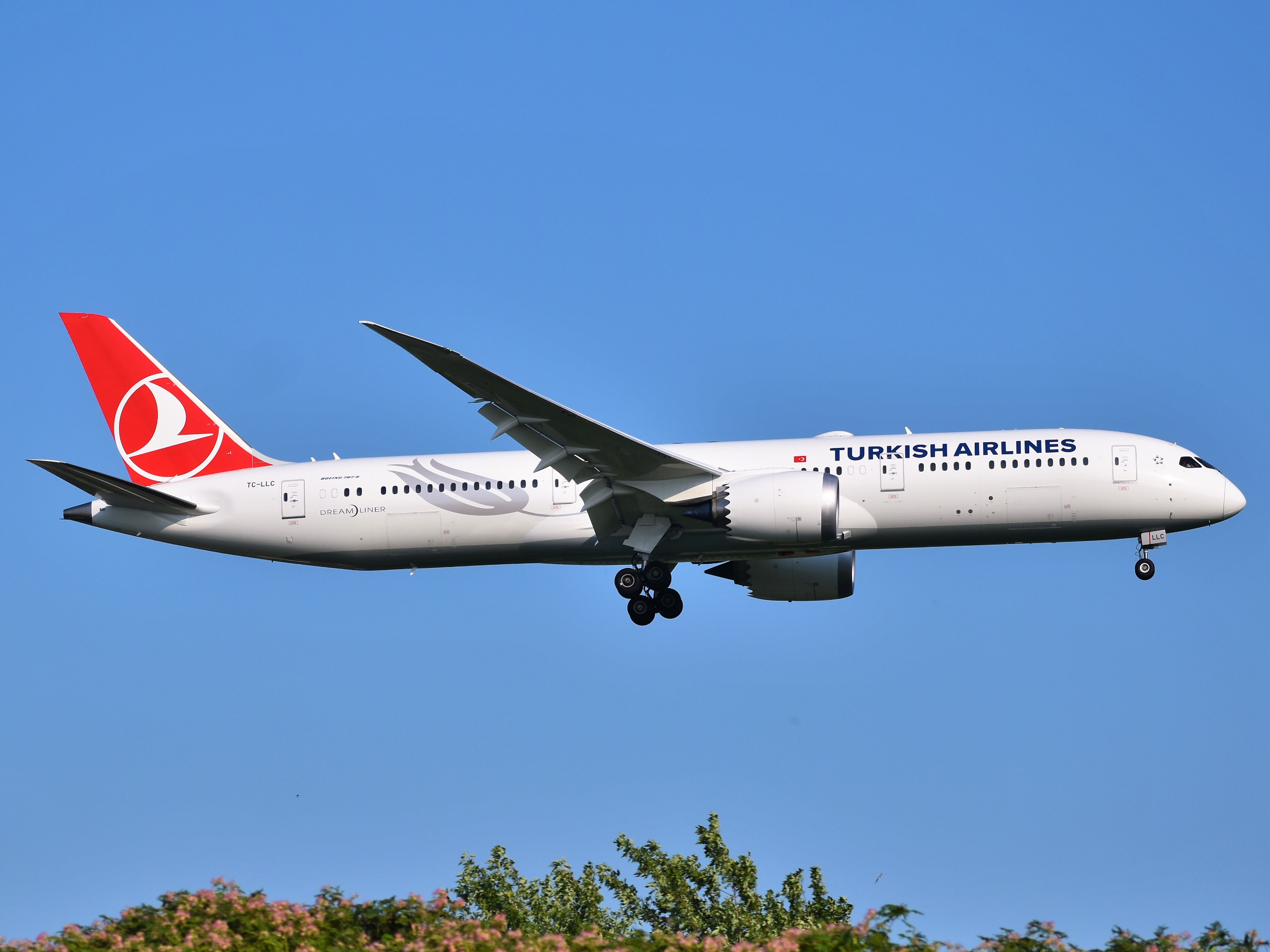
Un Boeing 787-9.

Ad aprile 2025 la flotta di Turkish Airlines è così composta:

### Flotta storica

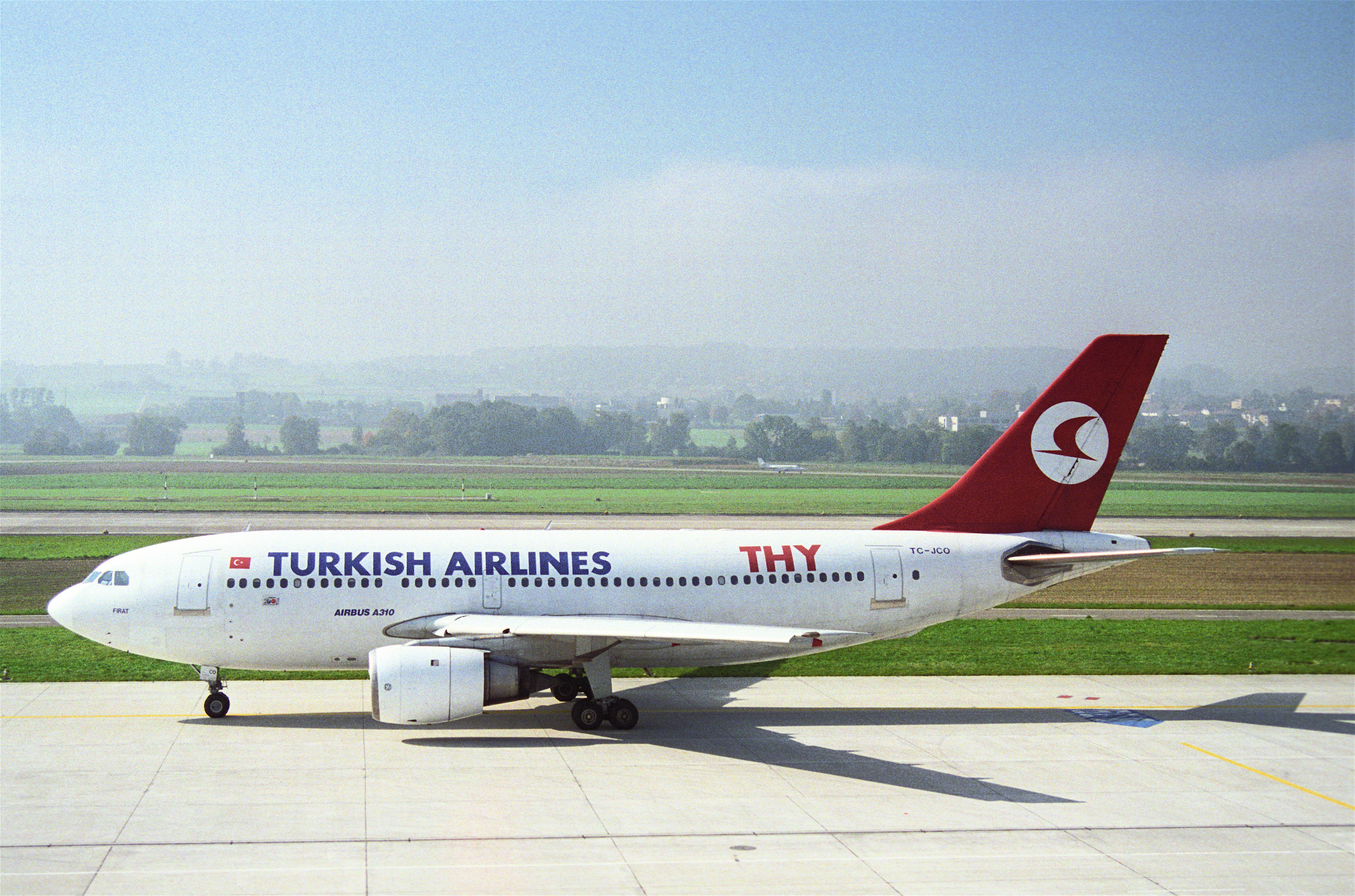
Un Airbus A310-200.

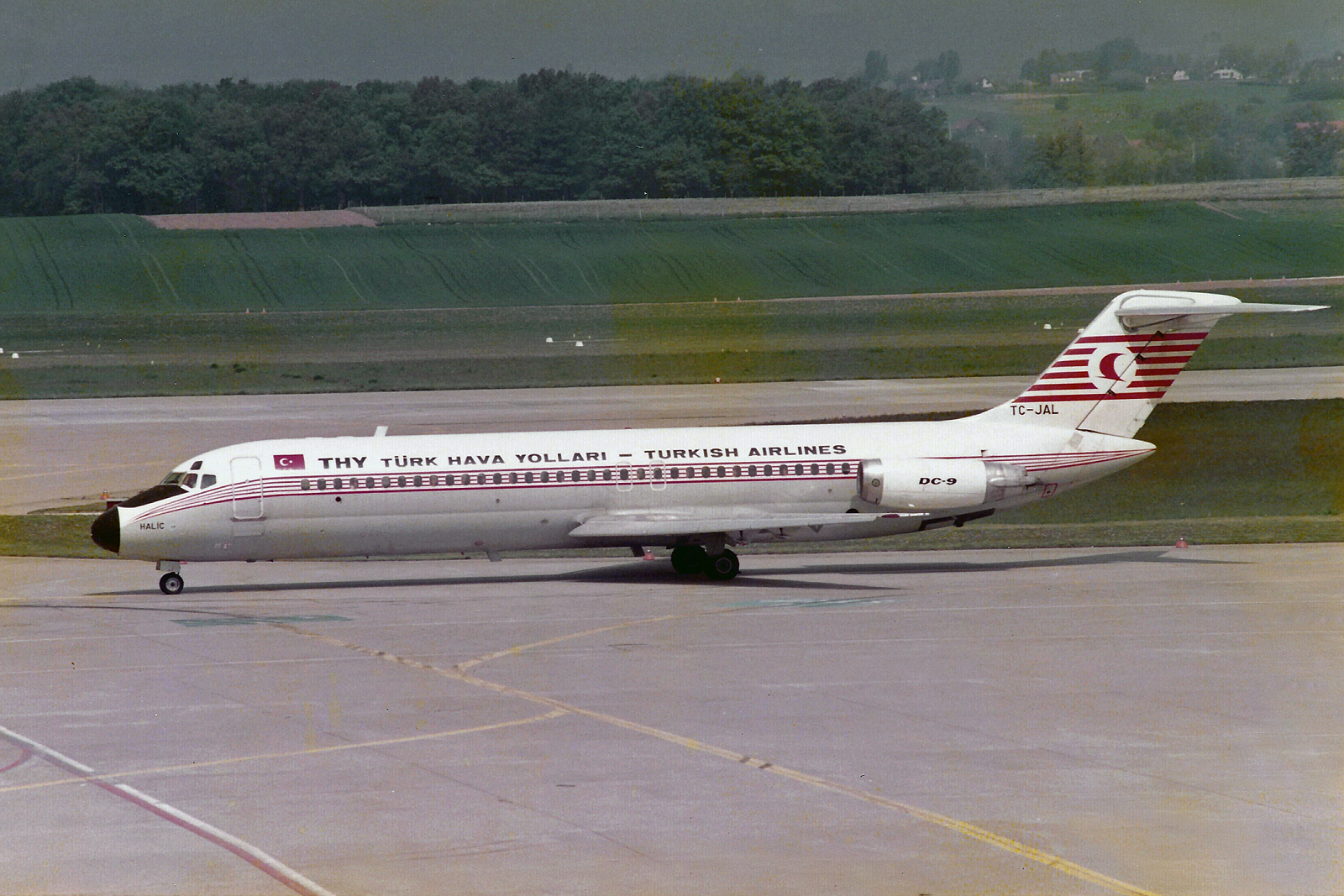
Un McDonnell Douglas DC-9-30.

Turkish Airlines operava in precedenza con i seguenti aeromobili:

## Incidenti

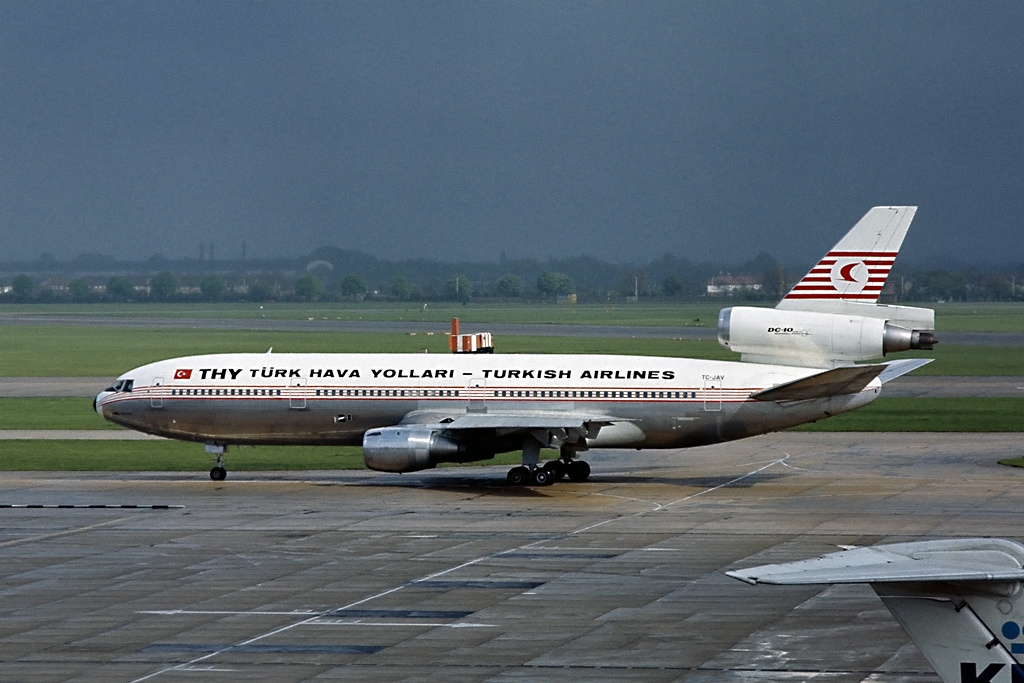
Il Mcdonnell Douglas DC-10 della Turkish Airlines coinvolto nell'incidente del volo TK981.

- Il 17 febbraio 1959, il Vickers Viscount 793 di registrazione TC-SEV si schiantò nella nebbia poco prima di atterrare all'aeroporto di Londra-Gatwick. Il volo charter stava trasportando il Primo Ministro Turco Adnan Menderes e una delegazione governativa a Londra per la firma degli accordi sulla questione di Cipro. Menderes fu tra i dieci sopravvissuti di 8 membri dell'equipaggio e 16 passeggeri a bordo. Questo è stato il primo incidente della compagnia aerea.[26]
- Il 23 settembre 1961, un Fokker F27 Friendship operante il volo TK835 in avvicinamento all'aeroporto di Ankara si schiantò al suolo nei pressi di Karanlıktepe. Un solo passeggero si salvò, morirono tutti i quattro membri dell'equipaggio e gli altri 24 passeggeri.[27]
- L'8 marzo 1962, il Fairchild Hiller FH-227 di marche TC-KOP si schiantò contro una montagna durante la fase di atterraggio all'aeroporto di Adana. Le vittime furono 11.[28]
- Il 26 gennaio 1974, il volo Turkish Airlines 301, operato da un Fokker F28, stallò poco dopo il decollo a causa della rotazione eccessiva e del ghiaccio sulle ali, si schiantò e prese fuoco. Le vittime furono 66.[29]
- Il 3 marzo 1974, il volo Turkish Airlines 981 proveniente da Istanbul e diretto a Londra, subito dopo esser decollato da Parigi precipitò nelle vicinanze di Ermenonville a causa di una forte decompressione, causando la morte di tutti i 346 passeggeri e membri dell'equipaggio a bordo. Questa fu la peggior sciagura aerea dell'epoca, superata successivamente solo dal disastro di Tenerife nel 1977.[30]
- Il 30 gennaio 1975, il volo Turkish Airlines 345, operato da un Fokker F28 dall'aeroporto di Smirne all'aeroporto di Istanbul Yesilköy, precipitò nel Mar di Marmara durante l'avvicinamento alla destinazione. Con 42 vittime, all'epoca fu il secondo peggior incidente che coinvolse un Fokker F28 e il terzo in Turchia per numero di vittime.[31]
- Il 19 settembre 1976, il volo Turkish Airlines 452, operato da un Boeing 727-200, colpì un pendio di una collina a Karatepe, nella provincia di Isparta, circa 100 km a nord dell'aeroporto di destinazione, a causa di un errore del pilota in avvicinamento che provocò la morte di tutte le 154 persone a bordo. Ad oggi, l'incidente è il peggior disastro aereo avvenuto in Turchia.[32]
- Il 23 dicembre 1979, il Fokker F28 di marche TC-JAT si schiantò sul lato di una collina vicino al villaggio di Kuyumcuköy nel distretto di Çubuk della provincia di Ankara, 32 km a nord-nord-est dell'aeroporto di destinazione in avvicinamento all'atterraggio. L'equipaggio aveva deviato dalla rotta del localizzatore durante un avvicinamento ILS dopo aver sperimentato una forte turbolenza. Le vittime furono 41.[33]
- Il 16 gennaio 1983, il volo Turkish Airlines 158, operato da un Boeing 727-200, atterrò a circa 50 metri dalla pista dell'aeroporto di destinazione sotto la neve, si spezzò e prese fuoco. Dei 67 occupanti a bordo morirono in 47.[34]
- Il 29 dicembre 1994, il volo Turkish Airlines 278, operato da un Boeing 737-400, si schiantò durante la fase finale di avvicinamento alla pista dell'aeroporto. Cinque dei sette membri dell'equipaggio e 52 dei 69 passeggeri morirono mentre due membri dell'equipaggio e 19 passeggeri sopravvissero ma con ferite gravi.[35]
- Il 7 aprile 1999, il volo Turkish Airlines 5904, un volo di trasferimento operato da un Boeing 737-400, si schiantò 8 minuti dopo il decollo, nelle vicinanze di Ceyhan, provocando la morte di tutti i sei componenti dell'equipaggio a bordo.[36]
- L'8 gennaio 2003, il volo Turkish Airlines 634 impattò al suolo durante l'avvicinamento a circa 900 metri dalla testata della pista, in condizioni meteorologiche avverse. Proseguendo la sua corsa, si schiantò contro un pendio e prese fuoco, causando la morte di 75 degli 80 occupanti, compresi i piloti.[37]
- Il 3 ottobre 2006, il volo Turkish Airlines 1476 stava operando sulla tratta Tirana-Istanbul quando venne dirottato nello spazio aereo greco. Il dirottatore chiese di andare a Roma per parlare con il Papa, ma i caccia F-16 Fighting Falcon greci e italiani intercettarono e scortarono l'aereo fino all'atterraggio a Brindisi, in Italia. Nessuno rimase ferito.[38]
- Il 25 febbraio 2009, il volo Turkish Airlines 1951, un Boeing 737-800 operante la tratta Istanbul-Amsterdam, precipitò spezzandosi in tre tronconi prima dell'atterraggio all'aeroporto di Schipol, nei Paesi Bassi. Nell'incidente rimasero uccise 9 persone.[39]
- Il 4 Marzo 2015, un Airbus A330-300 operante il volo 726 proveniente da Istanbul uscì fuori pista dopo l'atterraggio all'aeroporto di Khatmandu. Nessuno dei passeggeri a bordo rimase ferito. Le cause dell'incidente sono state chiarite dagli investigatori che hanno attribuito il fatto ad un errore umano: i piloti hanno portato avanti l'avvicinamento in condizioni di scarsa visibilità sotto le minime di atterraggio.[40]
- Il 16 gennaio 2017, il volo Turkish Airlines 6491, un volo cargo operato da ACT Airlines per conto di Turkish Airlines, da Hong Kong a Istanbul via Bishkek, Kirghizistan, si schiantò su un quartiere residenziale durante l'atterraggio all'aeroporto di Biškek-Manas provocando la morte dei 4 membri dell'equipaggio e di 35 persone a terra. L'aereo coinvolto era un Boeing 747-400F.[41]